# Kentucky Bend

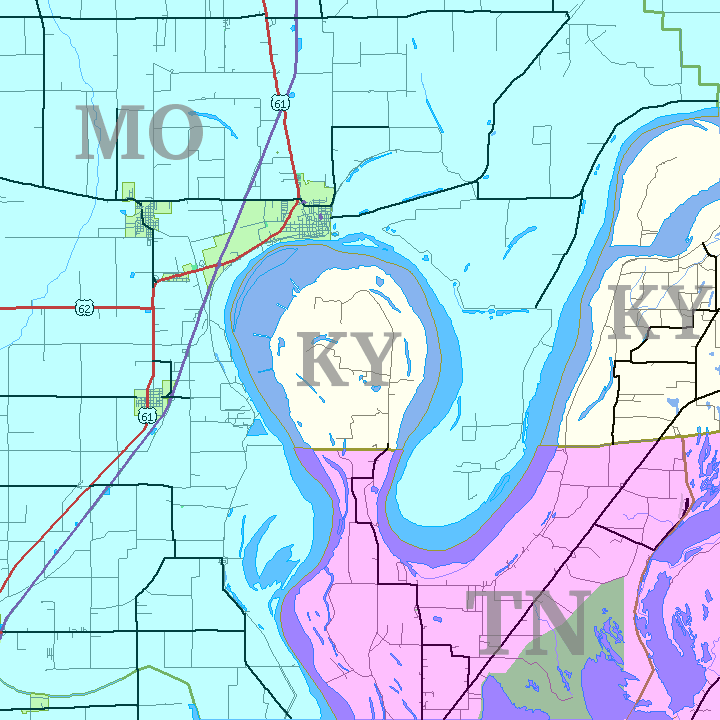
Locatie van de Kentucky Bend
Missouri (MO)
Tennessee (TN)
Kentucky (KY)

De Kentucky Bend, ook wel New Madrid Bend, Madrid Bend, Bessie Bend of Bubbleland genoemd, is een exclave van Fulton County, Kentucky, in de Verenigde Staten. Het betreft een stuk land aan de binnenkant van een meander in de Mississippi dat geheel omringd is door de staten Tennessee en Missouri.
De exclave is ontstaan door onduidelijkheden over de precieze grenzen. De staatsgrenzen tussen Kentucky en Tennessee volgden de Royal Colonial Boundary, een lijn die al in 1665 bepaald was tussen Virginia en Carolina om de grenzen van deze twee koloniën af te bakenen. Later is deze westwaarts doorgetrokken waardoor de loop van de Mississippi gesneden werd. De Mississippi is bovendien gedefinieerd als de oostgrens van Missouri. De loop van de Mississippi werd bovendien door de aardbevingen van New Madrid (1811-1812) veranderd. Hierdoor kwam het gebied aan Kentucky.
Het gebied heeft een oppervlakte van iets meer dan 45 km². De volkstelling van 2000 stelt het aantal inwoners op 17. Het gebied is over de weg enkel bereikbaar via Tennessee.
Wanneer de mens niet ingrijpt, is de kans groot dat de Mississippi in de toekomst door de landengte zal breken. De Mississippi zal dan zuidelijk van de Kentucky Bend lopen terwijl in het noorden op de grens met Missouri een hoefijzervormig meer achterblijft, dat in de verre toekomst zal verlanden.